# Gérard Pommier
Gérard Pommier (17 de agosto de 1941 – 1 de agosto de 2023) foi um psiquiatra de formação, ex-aluno e paciente de Jacques Lacan.  Gérard Pommier, foi um psicanalista, diretor da revista La Clinique Lacanienne e ex-diretor da editora Eres Point Horls Ligne, por ele cedida a seu amigo Jean-Claude Aguerre, também psicanalista lacaniano.
Diferentemente da tradição pós-lacaniana que mantém estagnada a herança de seu mestre, Pommier se interessa pela renovação permanente da psicanálise e pelo prosseguimento da odisséia intelectual inaugurada por Freud e Lacan.

## Morte
Gérard Pommier morreu no dia 1 de agosto de 2023, aos 81 anos.

## Obras
- "L'ordre sexuel"(A ordem sexual), Flammarion, Paris, 1999,ISBN 2-08-081323-4
- "Le dénouement d'une analyse"( O desfecho de uma análise), Flammarion, janvier, Paris, 1999, ISBN 2-08-081356-0
- "Les corps angéliques de la postmodernité"(Os corpos angélicos e a pós-modernidade), Calmann-Levy, Paris, 2000, ISBN 2-70-213159-X
- "Qu'est-ce que le réel ?  Essai psychanalytique"(O que é o real? Ensaio psicanalitico),Erès,maio 2004,ISBN 2-74-920340-6
- (Avec Bertrand Pommier), Les frères Nieuport et leurs avions" ,(Com Bertrand Pommier), Os irmãos Nieuport e seus aviões ; editores  L'officine, maio 2004,ISBN 2-91-461456-X
- "Comment les  neurosciences démontrent la psychanalyse"(Como as neurociências demonstram a psicanálise), Flammarion, Paris, 2004, ISBN 2-08-210369-2
- "La névrose infantile de la psychanalyse"(A neurose infantil da psicanálise), Erès Poche, Paris, 2009, ISBN 2-74-921070-4
- "La mélancolie, vie et œuvre d’Althusser"(A melancolia,vida e obra de Althusser), Flammarion, Paris, março 2009, ISBN 2-08-122015-6

## Ligações internas
Sigmund Freud
Jacques Lacan